# Mesembryanthemum marlothii
Mesembryanthemum marlothii är en isörtsväxtart som beskrevs av Ferdinand Albin Pax. Mesembryanthemum marlothii ingår i Isörtssläktet som ingår i familjen isörtsväxter. Inga underarter finns listade i Catalogue of Life.